# مایا هورگان فامودو
مایا هورگان فامودو یک کارآفرین نیجریه ای-آمریکایی، بنیانگذار و شریک Ingressive (شرکتی که خدماتی را برای شرکت‌ها و مشاغلی که در آفریقا گسترش می‌یابند، ارائه می‌دهد) است. او همچنین Ingressive Capital (یک صندوق سرمایه‌گذاری خطرپذیر که در شرکت‌های فناوری مستقر در آفریقا سرمایه‌گذاری می‌کند) را تأسیس کرد. او یکی از بنیانگذاران اجلاس High Growth Africa Summit بود و Tech Meets Entertainment Summit را برای افراد مشهور آفریقایی و شرکت‌های فناوری برای ایجاد مشارکت‌های درآمدزا تأسیس کرد. مایا (به همراه همکارانش، شان باروز و بلسینگ آبنگ) بعداً Ingressive for Good را تأسیس کردند که یک سازمان غیرانتفاعی بود که بورسیه تحصیلی، آموزش فنی و استعدادیابی برای جوانان آفریقایی را ارائه می‌دهد.
فامودو پدری نیجریه ای و مادری آمریکایی دارد. او بیشتر دوران جوانی خود را در مینه سوتا گذراند. او در کالج پومونا تحصیل کرد و با مدرک لیسانس هنر در علوم محیطی فارغ‌التحصیل شد و برنامه پیش از قانون را در دانشگاه کرنل به پایان رساند.
مایا عاشق موتور سواری، سفر و رقص است. او از سال ۲۰۱۲ تا ۲۰۱۵ یک وبلاگ نویس در هافینگتون پست بود
هورگان فامودو در سال ۲۰۱۸ در رده فناوری Forbes Africa 30 Under 30 ظاهر شد.
مایا جایزه فوربس ۳۰ زیر ۳۰ سال ۲۰۲۱ را برای بخش سرمایه‌گذاری خطرپذیر ایالات متحده دریافت کرد.